# Augusto Barreiro Solórzano
Carlos Augusto Barreiro Solórzano (Chone, 8 de mayo de 1923 - Guayaquil, 19 de junio de 2012) fue un político ecuatoriano.
Entre los cargos públicos que ocupó se cuentan concejal de Guayaquil, consejero y presidente del consejo provincial del Guayas (cargo que actualmente se conoce como Prefecto provincial), diputado, senador y ministro de Industrias, Comercio y Petróleo.
También se destacó en el área deportiva, como presidente del círculo de periodistas deportivos del Guayas y como árbitro de baloncesto.